# اتحادیه بین‌المللی فیزیک محض و کاربردی
انجمن بین‌المللی فیزیک محض و کاربردی (انگلیسی: International Union of Pure and Applied Physics) یا (IUPAP)
یک سازمان مردم‌نهاد جهانی است که هدف آن توسعهٔ فیزیک در سراسر جهان، برای تقویت همکاری بین‌المللی در فیزیک و کمک به استفاده از فیزیک برای حل مشکلات و نگرانی‌های بشری است. این انجمن در سال ۱۹۲۲ تأسیس شد و نخستین مجمع عمومی آن در سال ۱۹۲۳ در پاریس برگزار گردید.
IUPAP این مأموریت را از این راه انجام می‌دهد: حمایت از جلسات بین‌المللی؛ پرورش ارتباطات و نشریات؛ تشویق پژوهش و آموزش و پرورش؛ پرورش گردش آزاد دانشمندان؛ ترویج توافقنامه‌های بین‌المللی در مورد استفاده از نمادها، واحدها، اصطلاحات و استانداردها؛ و همکاری با سایر سازمان‌ها در موارد مشکلات انضباطی و بین رشته‌ای.
IUPAP عضو شورای بین‌المللی علوم (ICSU) است.